# Стара Осухова
Стара Осухова (пол. Stara Osuchowa) — село в Польщі, у гміні Острув-Мазовецька Островського повіту Мазовецького воєводства.
Населення — 163 особи (2011).
У 1975-1998 роках село належало до Остроленцького воєводства.

## Демографія
Демографічна структура станом на 31 березня 2011 року:
|          | Загалом | Допрацездатний вік | Працездатний вік | Постпрацездатний вік |
| -------- | ------- | ------------------ | ---------------- | -------------------- |
| Чоловіки | 85      | 19                 | 53               | 13                   |
| Жінки    | 78      | 15                 | 35               | 28                   |
| Разом    | 163     | 34                 | 88               | 41                   |